# L'invasione degli astromostri
L'invasione degli astromostri (怪獣大戦争?, Kaijū daisensō, lett. "La grande guerra dei mostri") è un film del 1965 diretto da Ishirō Honda.
Si tratta del sesto sequel di Godzilla del 1954.
Ritorna il drago tricefalo King Ghidorah e l'idea di inserire nella storia un popolo extraterrestre viene ampliata facendone un popolo di conquistatori nei confronti della Terra: lo schema narrativo fungerà da modello per Gli eredi di King Kong e Godzilla contro King Ghidorah.
Il film è stato realizzato sull'onda del successo che il personaggio di King Ghidorah aveva fatto registrare nel precedente Ghidorah! Il mostro a tre teste, sua prima apparizione.

## Trama

King Ghidorah (noto come il Mostro 0) in una scena del film.

Due astronauti (il giapponese Fuji e l'americano Glenn) si dirigono verso un misterioso Pianeta X scoperto vicino a Giove. Improvvisamente vengono attaccati da King Ghidorah, e vengono salvati dagli alieni chiamati Xiliens.
Gli alieni spiegano che sono costretti dalle continue incursioni di King Ghidorah (che loro chiamano Mostro 0) a vivere nel sottosuolo. Per questo chiedono ai terrestri di aiutarli: se loro 'presteranno' agli Xiliens Godzilla (Mostro 1) e Rodan (Mostro 2) per combattere il Mostro 0, gli alieni in cambio consegneranno le proprie conoscenze mediche.
I governi terrestri accettano, Godzilla e Rodan vengono trasferiti sul pianeta X con degli UFO per combattere King Ghidorah, mentre i terrestri ricevono un nastro contenente le scoperte mediche degli Xiliens.
Quando in una conferenza viene ascoltato il nastro, si scopre che esso contiene un ordine di sottomissione della Terra agli alieni, che in realtà miravano a prendere il controllo di Godzilla e Rodan per usarli, insieme a King Ghidorah, contro i terrestri.
I tre mostri infatti attaccano la Terra, ma i terrestri riescono, dopo varie peripezie, a liberarli dal controllo degli Xiliens grazie a delle speciali onde sonore che mandano in cortocircuito il radiocontrollo dei mostri; Godzilla e Rodan, quindi, combattono nuovamente King Ghidorah riducendolo alla fuga dal pianeta.
Glenn e Fuji vengono nominati ambasciatori presso il Pianeta X.

## Curiosità
- Una delle scene più controverse del film è quella che vede Godzilla saltare come se stesse ballando dopo aver sconfitto King Ghidorah sul Pianeta X. La coreografia si rifà alla Jumping Shie, all'epoca molto popolare in Giappone e fu inserita su volere dei produttori (Honda era fermamente contrario, ma non poté opporsi) che volevano rendere il personaggio di Godzilla più interessante.
- Dopo questo film, considerato un classico del genere, Honda lascerà la serie per tre anni, ma continuerà nel frattempo ad occuparsi di altre pellicole del genere kaiju.
- In patria L'invasione degli astromostri venne insignito del premio per gli effetti speciali.
- È stato ridistribuito in Italia con il titolo Anno 2000 — L'invasione degli astromostri.